# Gideon Welles
Pour les articles homonymes, voir Welles.
Gideon Welles, né le 1er juillet 1802 à Glastonbury (Connecticut) et mort le 11 février 1878 à Hartford (Connecticut), est un juriste, journaliste et homme politique américain. Membre du Parti démocrate, du Parti du sol libre puis du Parti républicain, il est secrétaire à la Marine entre 1861 et 1869 dans l'administration du président Abraham Lincoln puis dans celle de son successeur Andrew Johnson.

## Biographie
Il est nommé secrétaire à la Marine des États-Unis en 1861 par Abraham Lincoln. Sa stratégie de blocus des ports du Confédération par la Navy est une composante clé de la victoire de l'Union lors de la guerre de Sécession. Il contribue également à la création de la Medal of Honor de la Navy. Lincoln surnomma Welles son « Neptune ». Il quitte son poste en 1869.